# Daniel Oturu
Akinfayoshe Daniel Oturu (Brooklyn, Nueva York; 20 de septiembre de 1999) es un baloncestista estadounidense de ascendencia nigeriana que actualmente juega en el Anadolu Efes S.K., cedido por el Yukatel Merkezefendi Belediyesi de la BSL turca. Con 2,03 metros de estatura, juega en la posición de pívot.

## Trayectoria deportiva

### Universidad
Tras participar en su etapa de instituto en el prestigioso Nike Hoop Summit en el equipo del resto del mundo gracias a la nacionalidad de sus padres, jugó dos temporadas con los Golden Gophers de la Universidad de Minnesota, en las que promedió 15,2 puntos, 9,0 rebotes y 1,8 tapones por partido. Al final de la segunda de las mismas fue incluido por los entrenadores y la prensa especializada en el segundo mejor quinteto de la Big Ten Conference y en el mejor quinteto defensivo. Fue además incluido en el tercer equipo All-American por la revista Sporting News.
El 23 de marzo de 2020 se declaró elegible para el Draft de la NBA, renunciando así a los dos años de universidad que le quedaban.

#### Estadísticas
| Año     | Equipo    | PJ | PT | MPP  | %TC  | %3P  | %TL  | RPP  | APP | ROB | TPP | PPP  |
| ------- | --------- | -- | -- | ---- | ---- | ---- | ---- | ---- | --- | --- | --- | ---- |
| 2018–19 | Minnesota | 35 | 31 | 23.8 | .551 | .500 | .615 | 7.0  | .5  | .5  | 1.3 | 10.8 |
| 2019–20 | Minnesota | 31 | 31 | 33.9 | .563 | .365 | .707 | 11.3 | 1.1 | .5  | 2.5 | 20.1 |
| Total   | Total     | 66 | 62 | 28.5 | .558 | .370 | .671 | 9.0  | .8  | .5  | 1.8 | 15.2 |

### Profesional

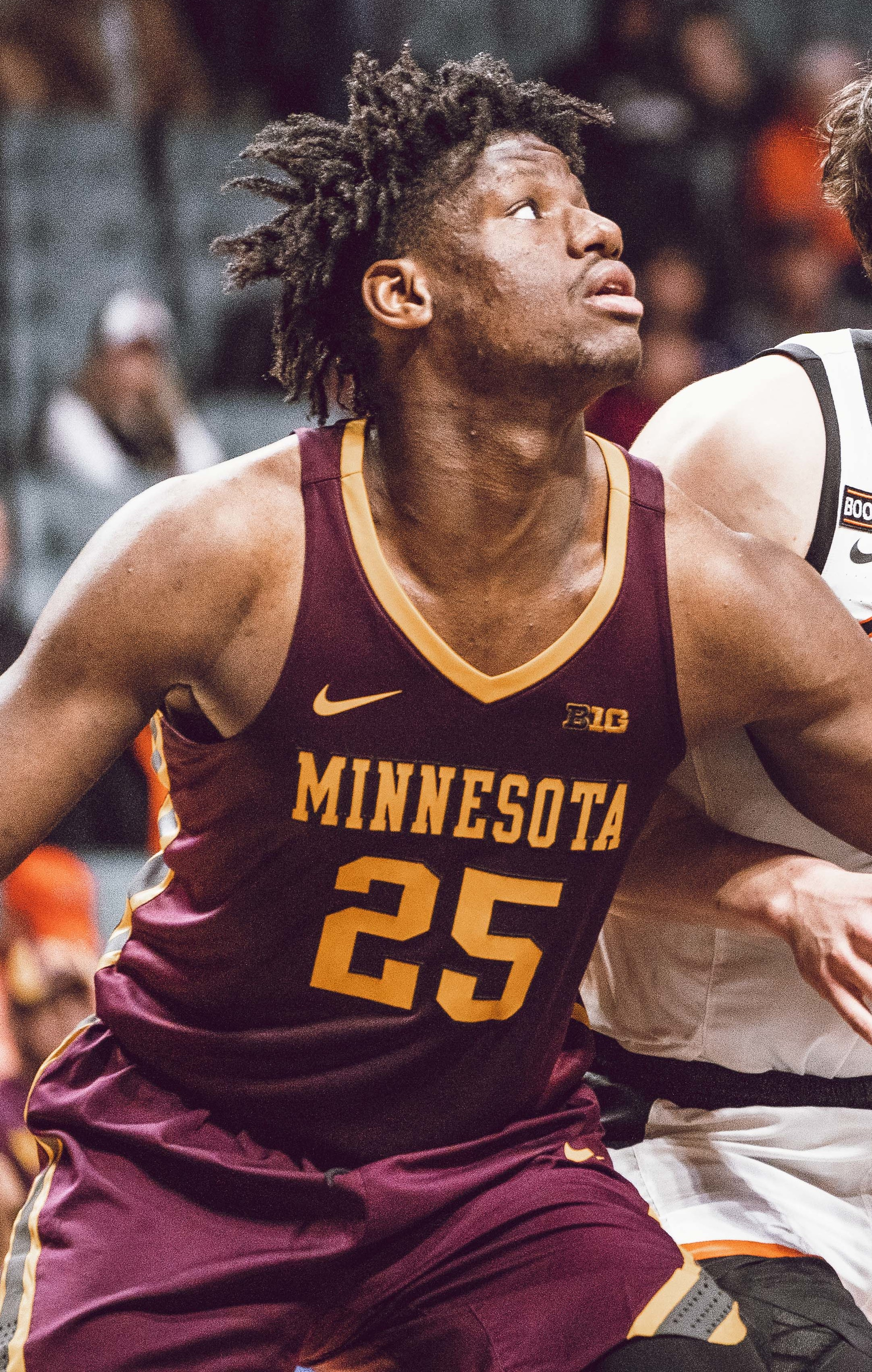
Daniel Oturu con la universidad de Minnesota en 2019.

Fue elegido en la trigésimo tercera posición del Draft de la NBA de 2020 por los Minnesota Timberwolves, convirtiéndose en el primer jugador de los Golden Gophers en ser elegido en un draft desde Kris Humphries en 2004. Esa misma noche sus derechos fueron traspasados a Los Angeles Clippers.
El 15 de agosto de 2021 es traspasado, junto a Patrick Beverley y Rajon Rondo a Memphis Grizzlies a cambio de Eric Bledsoe. Pero fue cortado el 23 de septiembre.
El 27 de septiembre firma un contrato de prueba con Chicago Bulls, pero el 11 de octubre es cortado sin llegar a disputar un partido oficial. A pesar de ello, firma con el filial de la G League, los Windy City Bulls.
El 26 de diciembre de 2021 firma un contrato de 10 días con los Toronto Raptors, regresando posteriormente a los Windy City Bulls.
El 26 de julio de 2023 firma con Yukatel Merkezefendi de la Basketbol Süper Ligi turca. El 4 de diciembre fue cedido al Anadolu Efes S.K..

## Estadísticas de su carrera en la NBA

### Temporada regular
| Año     | Equipo        | PJ | PT | MPP | %TC  | %3P  | %TL  | RPP | APP | ROB | TPP | PPP |
| ------- | ------------- | -- | -- | --- | ---- | ---- | ---- | --- | --- | --- | --- | --- |
| 2020–21 | L.A. Clippers | 30 | 0  | 5.4 | .423 | .200 | .750 | 1.6 | .3  | .1  | .2  | 1.8 |
| 2021–22 | Toronto       | 3  | 0  | 9.0 | .500 | .000 | .600 | 1.7 | .0  | .0  | .7  | 3.0 |
| Total   | Total         | 33 | 0  | 5.7 | .431 | .167 | .706 | 1.6 | .3  | .1  | .3  | 1.9 |

### Playoffs
| Año   | Equipo        | PJ | PT | MPP | %TC  | %3P  | %TL  | RPP | APP | ROB | TPP | PPP |
| ----- | ------------- | -- | -- | --- | ---- | ---- | ---- | --- | --- | --- | --- | --- |
| 2021  | L.A. Clippers | 8  | 0  | 2.0 | .400 | .000 | .500 | .5  | .0  | .0  | .1  | .6  |
| Total | Total         | 8  | 0  | 2.0 | .400 | .000 | .500 | .5  | .0  | .0  | .1  | .6  |